# Tidjany Touré
Tidjany Chabrol Touré (Sarcelles, 15 luglio 2002) è un calciatore francese, attaccante del Gil Vicente.

## Biografia
È franco-ivoriano.

## Caratteristiche tecniche
Touré è stato descritto come capace di giocare sulla linea offensiva, sia da entrambi i lati che partendo centralmente.

## Carriera
Di Sarcelles, Touré è passato all'accademia del Paris Saint-Germain nel 2014. Ha firmato il primo contratto professionistico con il club il 30 novembre 2018. Il 1º settembre 2022 ha lasciato il PSG per gli olandesi del Feyenoord, firmando un contratto di due anni con opzione di estensione.
Il 31 gennaio 2023 è passato al Dordrecht in prestito per sei mesi. Ha segnato due gol al suo debutto, in una vittoria per 4-0 in Eerste Divisie contro l'Eindhoven.
Il 25 luglio 2023 è passato al club portoghese del Gil Vicente in prestito con opzione di acquisto.

## Statistiche

### Presenze e reti nei club
Statistiche aggiornate al 23 settembre 2023.
| Stagione        | Squadra         | Campionato      | Campionato | Campionato | Coppe nazionali | Coppe nazionali | Coppe nazionali | Coppe continentali | Coppe continentali | Coppe continentali | Altre coppe | Altre coppe | Altre coppe | Totale | Totale | Totale |
| Stagione        | Squadra         | Comp            | Pres       | Reti       | Comp            | Pres            | Reti            | Comp               | Pres               | Reti               | Comp        | Pres        | Reti        | Pres   | Reti   |        |
| --------------- | --------------- | --------------- | ---------- | ---------- | --------------- | --------------- | --------------- | ------------------ | ------------------ | ------------------ | ----------- | ----------- | ----------- | ------ | ------ | ------ |
| gen.-giu. 2023  | Dordrecht       | 1D              | 15         | 6          | CO              | 0               | 0               |                    | -                  | -                  |             | -           | -           | 15     | 6      |        |
| 2023-2024       | Gil Vicente     | PL              | 5          | 2          | CP+Cdl          | 0               | 0               |                    | -                  | -                  |             | -           | -           | 5      | 2      |        |
| Totale carriera | Totale carriera | Totale carriera | 20         | 8          |                 | 0               | 0               |                    | -                  | -                  |             | -           | -           | 20     | 8      |        |